# Репалс-Бей
 Репалс-Бей  (інуктитут Naujaat ᓇᐅᔮᑦ, англ. Repulse Bay) — село у Канаді в регіоні Ківаллік території Нунавут. Населення становить 748 осіб (на 2006 рік), більшість населення складають ескімоси. Ескімоська назва Naujaat перекладається як «місце, де несуться чайки».
У селі знаходиться аеропорт.

## Географія

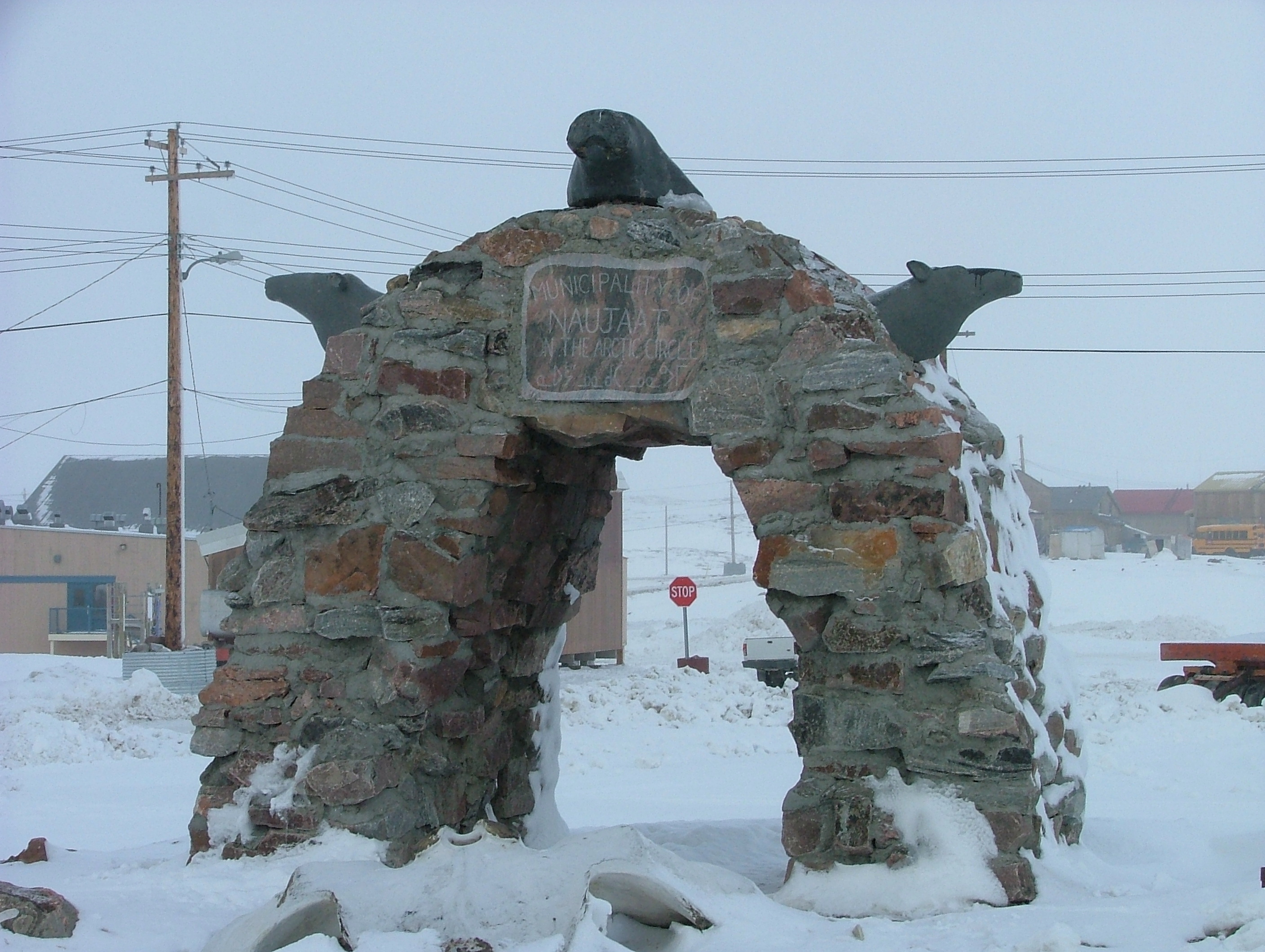
Арка у селі Ріпалс-Бей на місці північного полярного кола, на якому розташоване село.

Репалс-Бей розташоване на північному полярному колі на півдні півострова Мелвілл. В околицях села живуть полярні ведмеді, карибу, моржі і тюлені; в водах затоки можна зустріти китів. Є також близько сто видів птахів у цьому районі, в тому числі кречетів та сапсанів. 

## Клімат
Клімат арктичний, з великою річною амплітудою коливання температур.
Опадів небагато, основний пік їх випадання припадає на період з липня по жовтень (літо-осінь).
| Клімат летовища Репалс-Бей | Клімат летовища Репалс-Бей | Клімат летовища Репалс-Бей | Клімат летовища Репалс-Бей | Клімат летовища Репалс-Бей | Клімат летовища Репалс-Бей | Клімат летовища Репалс-Бей | Клімат летовища Репалс-Бей | Клімат летовища Репалс-Бей | Клімат летовища Репалс-Бей | Клімат летовища Репалс-Бей | Клімат летовища Репалс-Бей | Клімат летовища Репалс-Бей | Клімат летовища Репалс-Бей |
| Показник                   | Січ.                       | Лют.                       | Бер.                       | Квіт.                      | Трав.                      | Черв.                      | Лип.                       | Серп.                      | Вер.                       | Жовт.                      | Лист.                      | Груд.                      | Рік                        |
| Абсолютний максимум, °C    | −1,7                       | −11                        | −1,5                       | 3,5                        | 8,0                        | 22,5                       | 28,0                       | 22,0                       | 15,5                       | 4,0                        | 0,0                        | 1,1                        | 28,0                       |
| Середній максимум, °C      | −28,2                      | −28                        | −22,4                      | −12,8                      | −3,6                       | 6,2                        | 13,1                       | 10,3                       | 3,3                        | −4,4                       | −15,2                      | −22,3                      | −8,7                       |
| Середня температура, °C    | −31,3                      | −31,4                      | −26,4                      | −17,1                      | −6,9                       | 3,0                        | 8,8                        | 6,8                        | 0,9                        | −7,3                       | −18,8                      | −25,8                      | −12,1                      |
| Середній мінімум, °C       | −34,1                      | −34,6                      | −30,4                      | −21,4                      | −10,2                      | −0,1                       | 4,4                        | 3,2                        | −1,5                       | −10,2                      | −22,2                      | −29,3                      | −15,5                      |
| Абсолютний мінімум, °C     | −47,8                      | −50                        | −45                        | −40                        | −27                        | −11                        | −1                         | −3                         | −11,5                      | −31                        | −42                        | −46                        | −50                        |
| Норма опадів, мм           | 18.4                       | 14.8                       | 18.6                       | 24.3                       | 18.5                       | 28.9                       | 29.0                       | 46.4                       | 33.6                       | 28.2                       | 29.2                       | 21.4                       | 311.3                      |
| Днів з опадами             | 10,3                       | 6,7                        | 11,0                       | 9,9                        | 9,4                        | 8,4                        | 9,6                        | 11,8                       | 11,1                       | 13,7                       | 11,3                       | 10,3                       | 123,4                      |
| Днів з дощем               | 0,0                        | 0,0                        | 0,0                        | 0,2                        | 0,8                        | 6,5                        | 9,6                        | 11,8                       | 7,1                        | 0,6                        | 0,1                        | 0,0                        | 36,5                       |
| Днів зі снігом             | 10,2                       | 7,3                        | 11,6                       | 10,7                       | 9,2                        | 2,3                        | 0,0                        | 0,2                        | 4,8                        | 13,1                       | 11,8                       | 10,5                       | 91,6                       |
| Вологість повітря, %       | 74.2                       | 71.9                       | 73.5                       | 80.9                       | 82.7                       | 78.1                       | 65.3                       | 71.1                       | 81.1                       | 85.9                       | 79.1                       | 76.0                       | 76.7                       |
| -------------------------- | -------------------------- | -------------------------- | -------------------------- | -------------------------- | -------------------------- | -------------------------- | -------------------------- | -------------------------- | -------------------------- | -------------------------- | -------------------------- | -------------------------- | -------------------------- |

## Історія
Репалс-Бей вперше відвідали європейці у 1740 році, і в кінці 1800-х років він став популярним китобійний майданчиком для американських та шотландських китобоїв.

## Населення
Згідно з переписом 2006 року, в Репалс-Беї проживало 748 осіб. Це на 22,2% більше, ніж у 2001 році (612 осіб).
З приблизно 750 осіб, які проживають в селі, 385 — чоловіки і 360 — жінки. Населення дуже молодо: середній вік становить 18,9 року (у порівнянні з 23,1 року в середньому по Нунавут). При цьому, у чоловіків середній вік становить 19,4 року, у жінок — 18,6. Майже 40% населення не досягають віком 15 років.
Всього в селі проживає 170 сімей. Рідною мовою для переважної більшості є місцеві інуїтські говори. Англійською мовою володіють лише близько 120 осіб.

## Уродженці
Уродженцем Репалс-Бея є сучасний канадський дитячий письменник Майкл Кусуґак.